# Línea Coahuila Durango
La Línea Coahuila Durango (marca informativa LFCD) es una empresa ferroviaria de línea corta que opera entre los estados de Durango y Coahuila en México. Fue creada como una empresa ferroviaria de carga cuando los Ferrocarriles Nacionales de México fueron privatizados entre 1997 y 1998. Inició operaciones el 27 de abril de 1998. La concesión para operar la empresa fue comprada por una empresa conjunta que incluye a Altos Hornos de México y Peñoles. El control de la empresa ahora está en manos de Industrias Peñoles.

## Material Tractivo
Este es el equipo que opera LFCD:
• GE U23B (Series 3900)
• GE B23-7 (3155 y 3157)
• GE C30-7 (Series 5500-5100) actualmente retiradas.
• EMD SD40-2 (Series 7000)